# Генерал-майор авиации
Генерал-майор авиации — персональное воинское звание высшего командного (начальствующего), позднее офицерского, состава авиации РККА и РККФ в Вооружённых силах СССР (позднее СА и ВМФ) и Вооружённых силах Российской Федерации в период с 1940 года до настоящего времени.
После 1993 года не присваивается, но его имеют военнослужащие запаса и в отставке.

## История
Персональное воинское звание установлено указами Президиума Верховного Совета СССР от 7 мая 1940 года «Об установлении воинских званий высшего командного состава Красной Армии» и «Об установлении воинских званий высшего командного состава Военно-Морского Флота», в связи с увеличением количественного состава авиационных формирований в РККА и РККФ ВС СССР, позднее в СА и ВМФ.
Воинское звание исключено Законом Российской Федерации № 4455-I «О воинской обязанности и военной службе», от 11 февраля 1993 года, в соответствии с которым В/З не вошло в перечень войсковых и корабельных званий и высшим офицерам авиации ВВС и ВМФ стали присваивать воинское звание генерал-майор (без добавления слова «авиации»). Тем не менее, воинские звания генерал-полковника авиации, генерал-лейтенанта авиации и генерал-майора авиации были присвоены указом Президента РФ от 18 февраля 1993 года.
С 1935 года по 1940 год звание комдив (в авиации) соответствовало званию генерал-майор авиации. Но сегодня генерал-майор в авиации (ВВС) ВС Российской Федерации эквивалент бригадному генералу (однозвёздный генерал; ОФ-6) в рядах армий стран НАТО.

## Знаки различия
В/З комдив (авиации) / генерал-майор авиации имело различные знаки различия: Петличные знаки, погоны и другие.

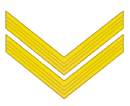
Знак различия (шеврон) комдив (авиации) РККА (1935-1940)
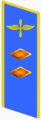
Петличный знак комдив (авиации) (1935-1940)
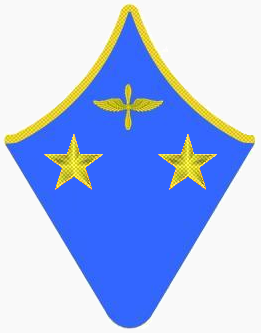
Петличный знак генерал-майор авиации с 1940 по 1943 год.
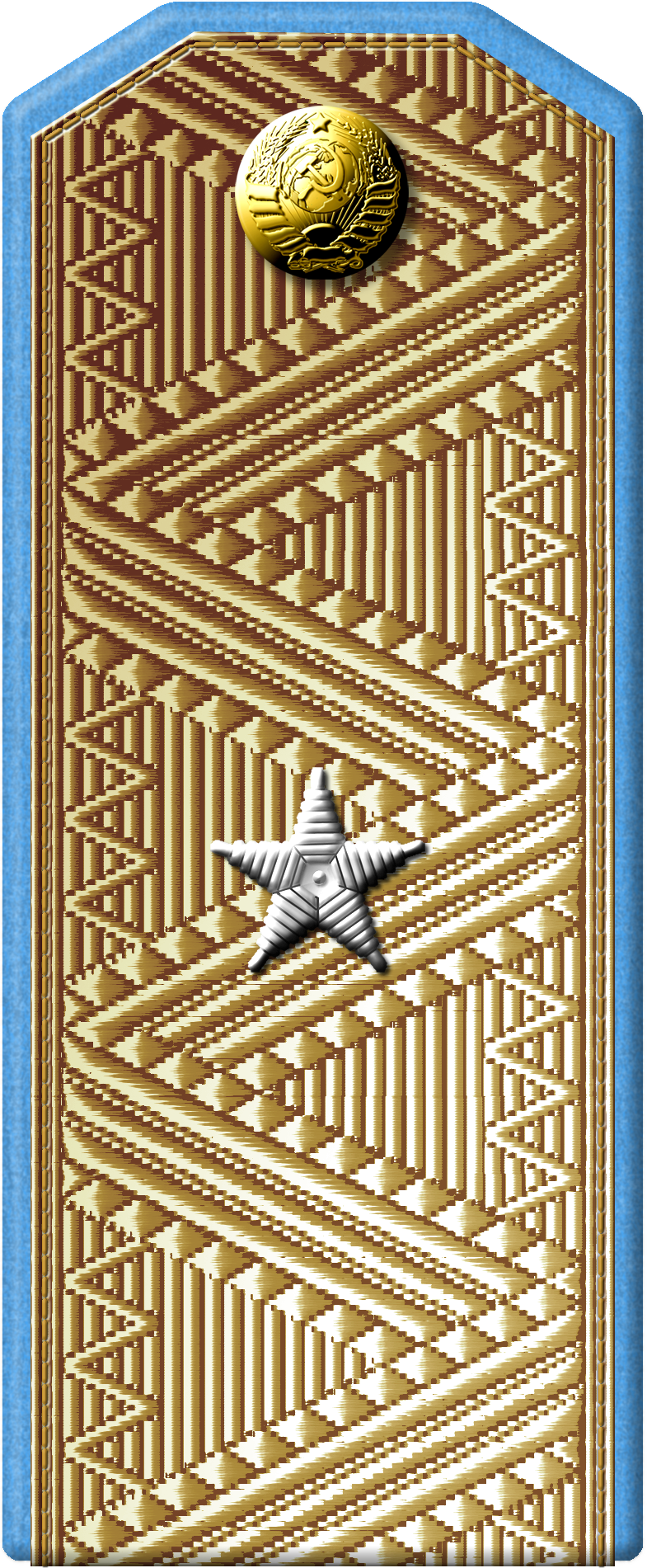
Погон генерал-майор авиации с 1943 года по 1955 год.
Парадный погон генерал-майор авиации ВС СССР, с 1955 по 1994 год.
Повседневный погон генерал-майора (без приставки - авиации) ВС России, с 1994 года по 2010 год.

### СССР и Российская Федерация
| Младшее звание: Полковник | Генерал-майор авиации | Старшее звание: Генерал-лейтенант авиации |